# Champsec
Champsec ist eine Ortschaft in der politischen Gemeinde Val de Bagnes im Schweizer Kanton Wallis. 
Champsec liegt im Val de Bagnes auf der linken Seite der Dranse de Bagnes auf einer Höhe von rund 900 Meter über Meer an der Stelle, wo sich der Talboden verbreitert. Champsec war bis 2020 Teil der ehemaligen politischen Gemeinde Bagnes.
Das Dorf wurde 1818 durch einen Eissturz des Giétrozgletschers nahezu vollständig zerstört. Auch die Kapelle hielt der Katastrophe nicht stand. Ein neues Gotteshaus wurde 1820 auf einem kleinen Hügel errichtet.

## Infrastruktur

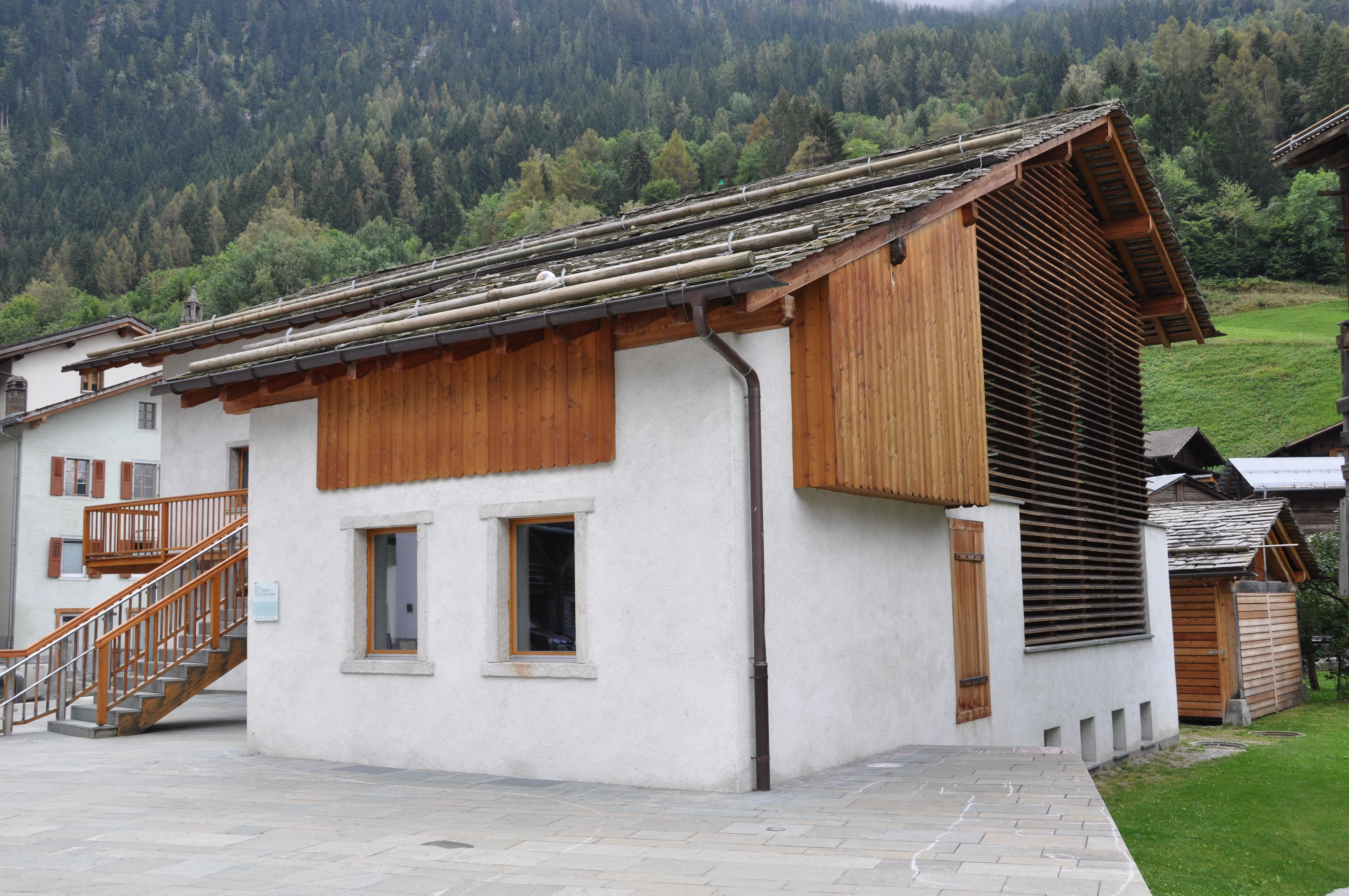
Specksteinmuseum (Musée de la Pierre ollaire) in Champsec

Eine vom Bahnhof Le Châble ausgehende Buslinie der Transports de Martigny et Régions (TMR) erschliesst Champsec im öffentlichen Verkehr. Die Kraftwerke Mauvoisin betreiben in Champsec ein Nebenkraftwerk mit 5 Megawatt Leistung.
Von 1928 bis 1975 war beim Kraftwerk Champsec eine Standseilbahn in Betrieb. Sie fuhr vom Kraftwerk hinauf zum Wasserschloss Les Creux.
Champsec beherbergt einen Campingplatz und ein Museum mit einem traditionellen Specksteinofen, wie sie früher im Alpenraum verbreitet waren.

## Kapelle Sankt Bernhard von Menthon

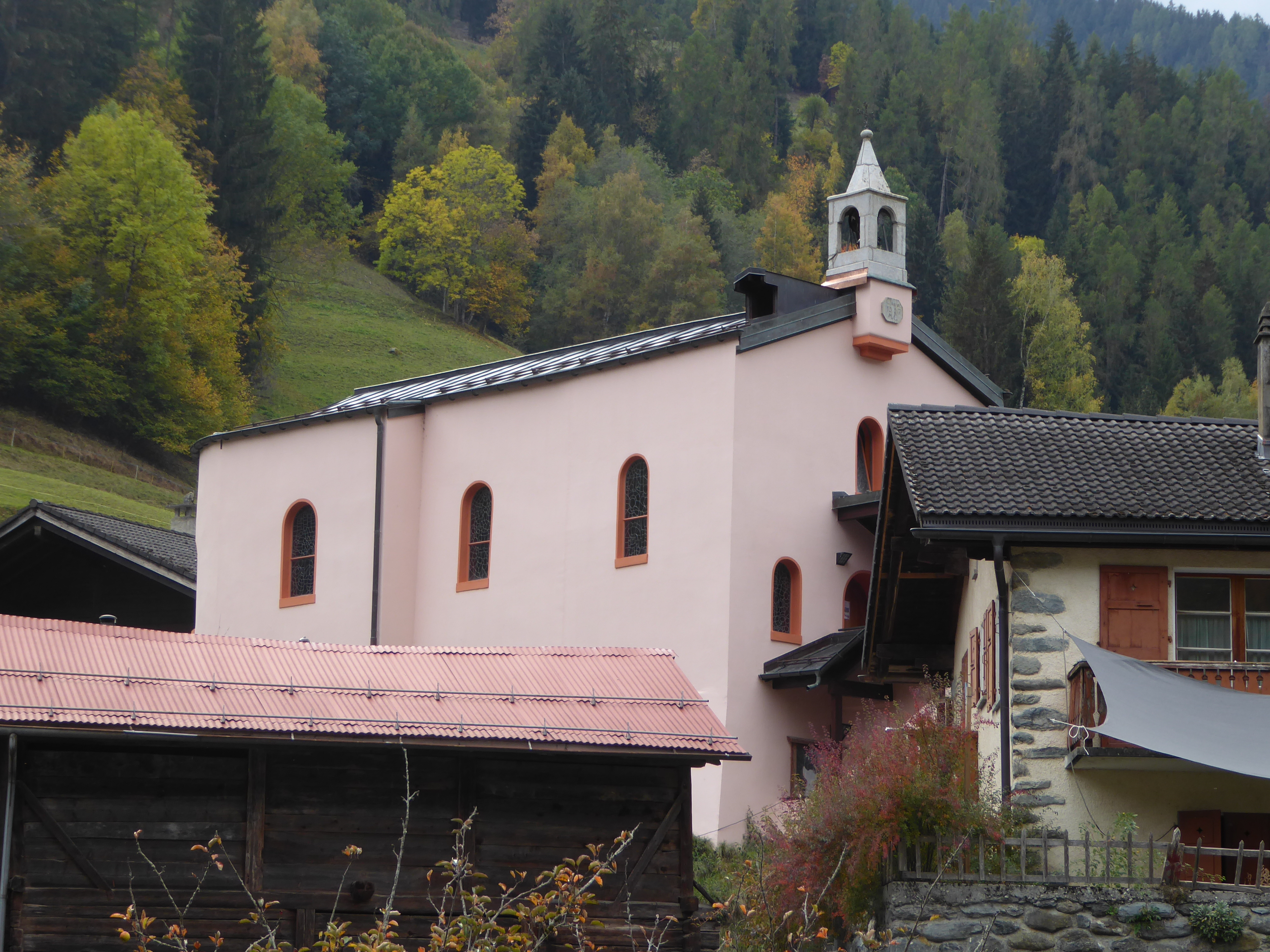
Kapelle St. Bernhard von Menthon

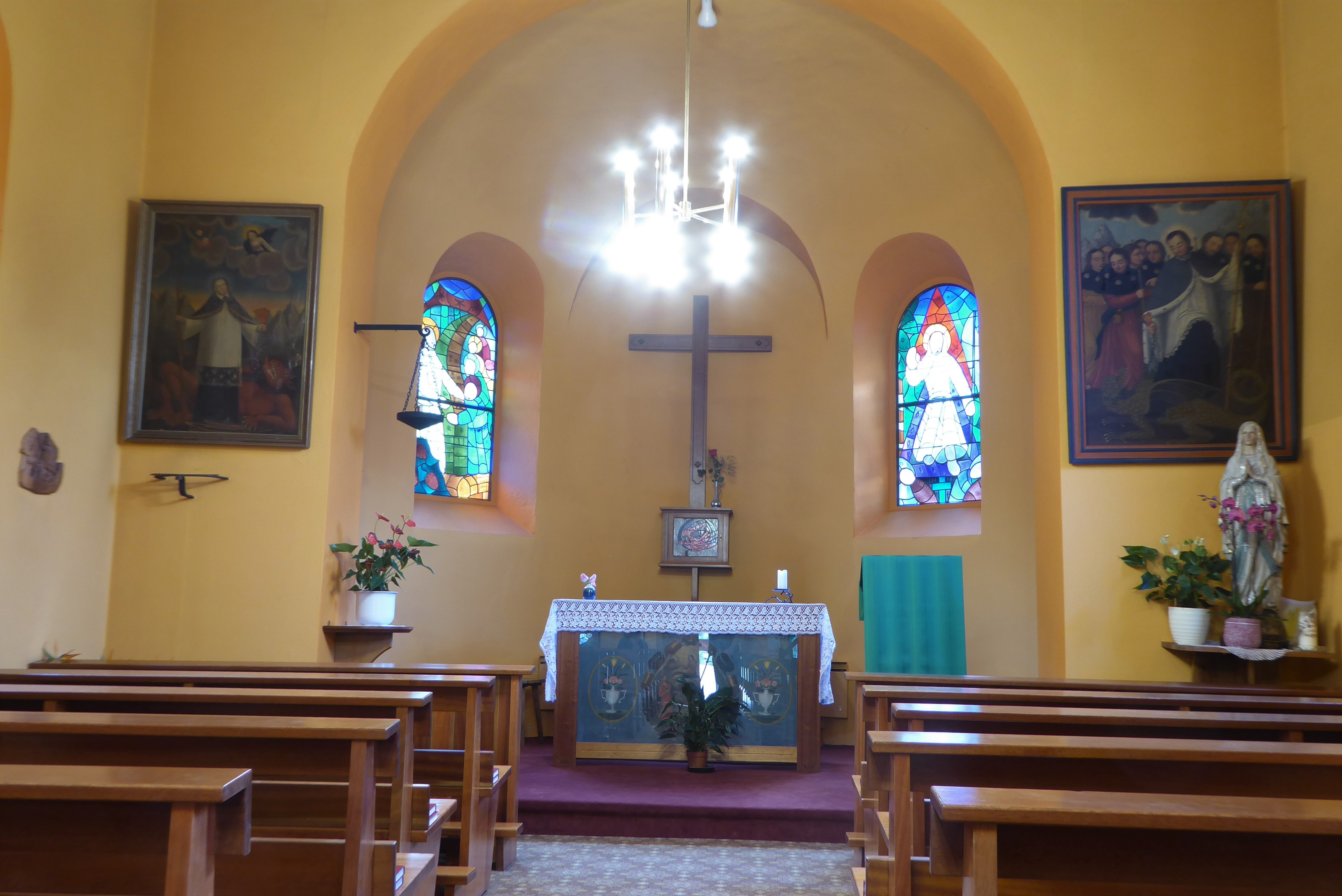
Chor der Kapelle Champsec

Die Kapelle Sankt Bernhard von Menthon wurde nach der Schmelzwasserkatastrophe von 1818 erbaut und im November 1820 eingesegnet. 1865 erhielt sie einen Kreuzweg und 1869 wurde die gesprungene Glocke ersetzt. Bei der ersten Restaurierung 1923 verschwand das Vordach. 1977 wurde der gesamte Innenraum in harmonischem Weiss und Braun restauriert und die Empore vergrössert.
Auf einer Seite des Kirchenschiffs ist ein Gemälde des heiligen Bernhards von Menthon zu sehen, auf der anderen Seite ein Gemälde von Félix Corthay, auf dem der gleiche Heilige neun Pilger über den Sankt-Bernhard-Pass geleitet.

## Bilder

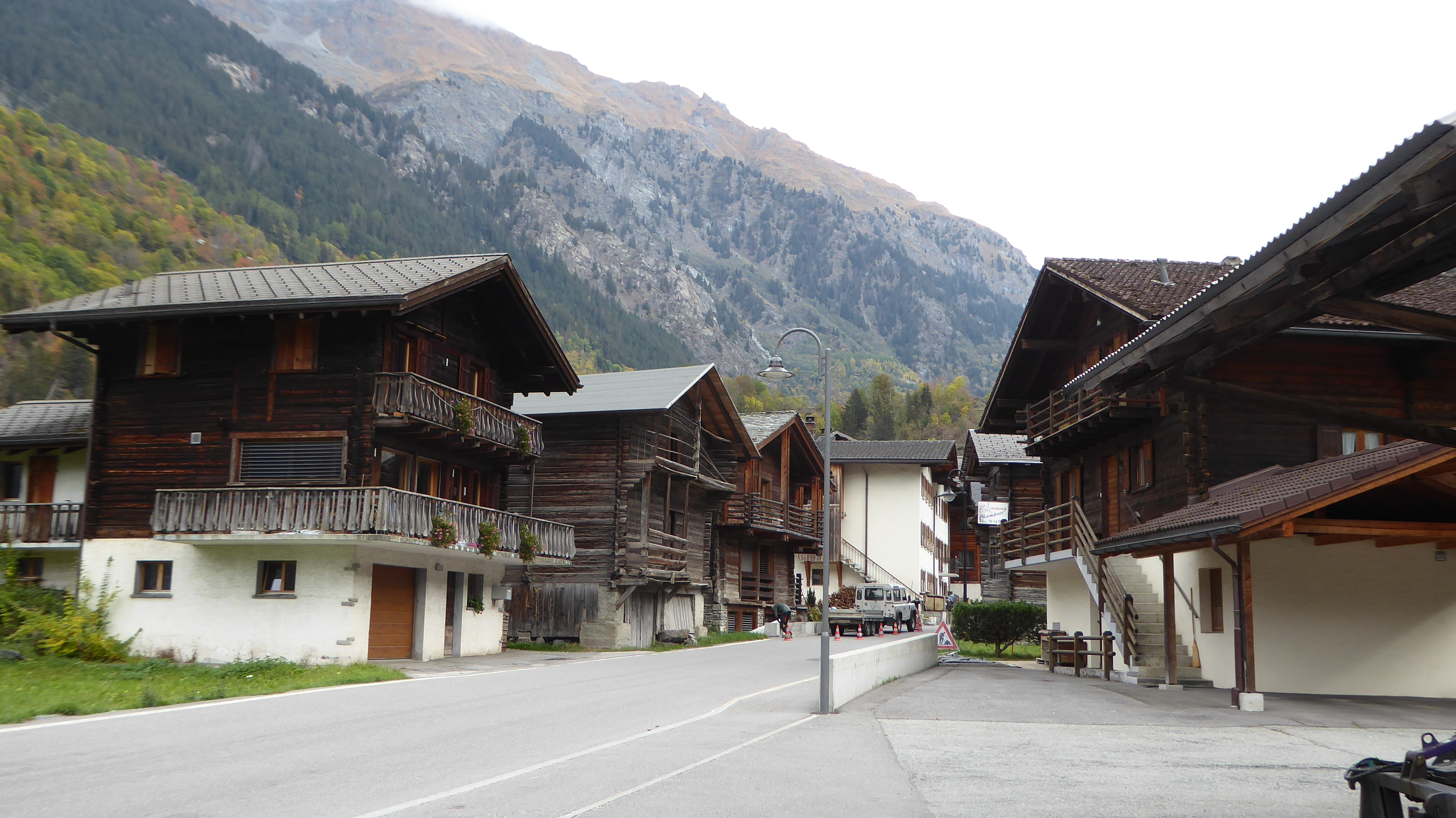
Hauptstrasse (Rue de Mauvoisin)
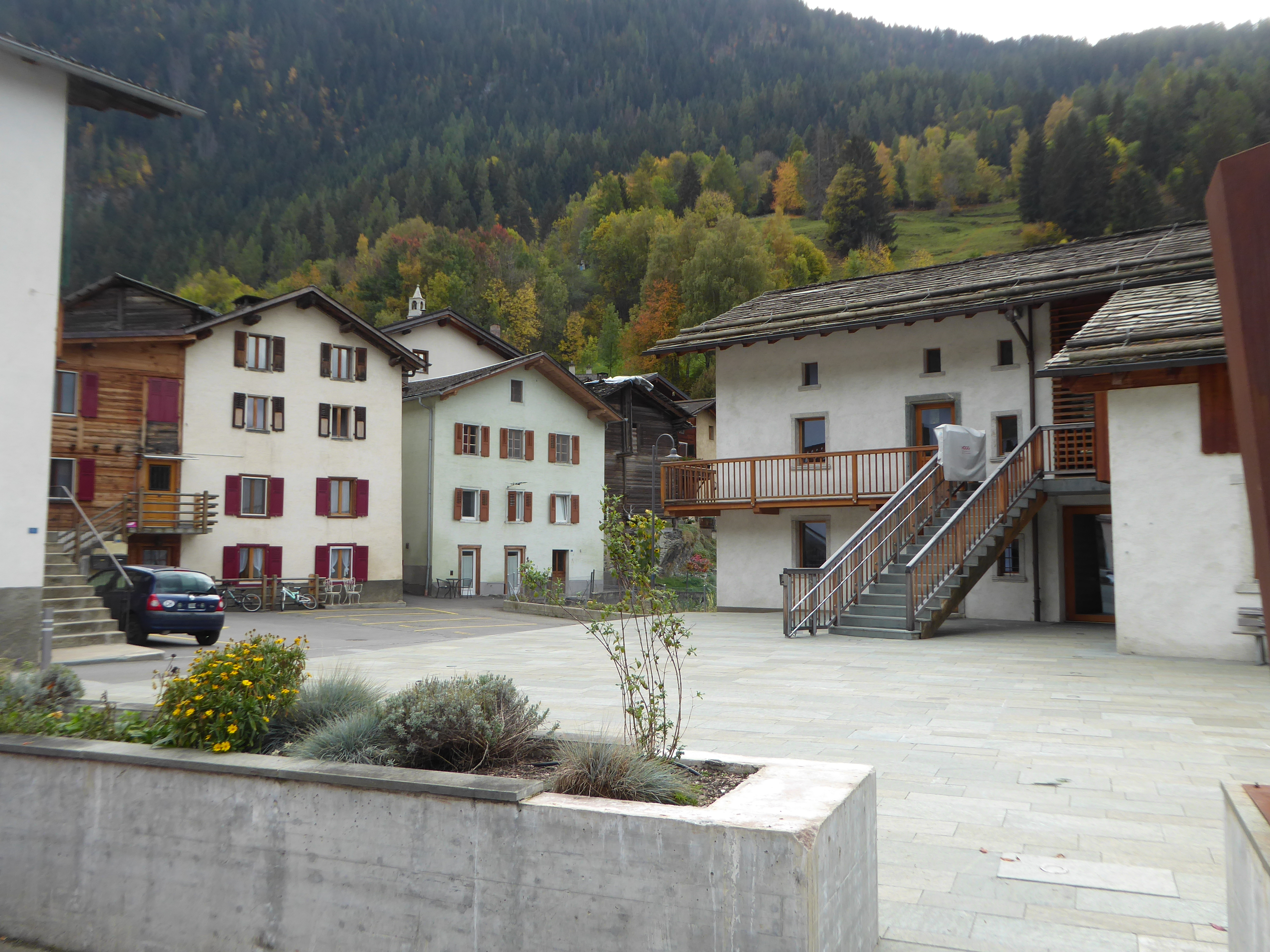
Dorfplatz
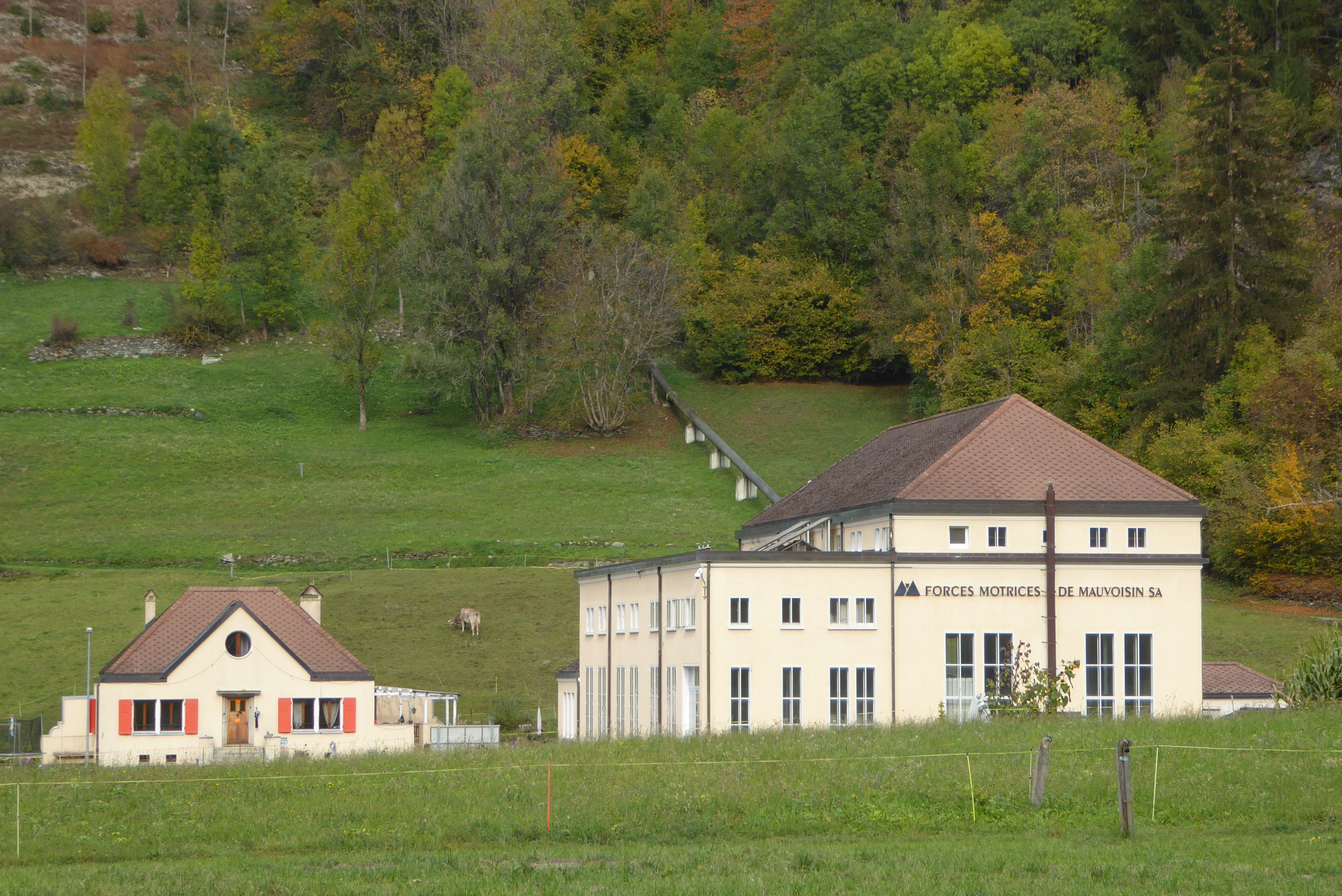
Zentrale Champsec der Kraftwerke Mauvoisin
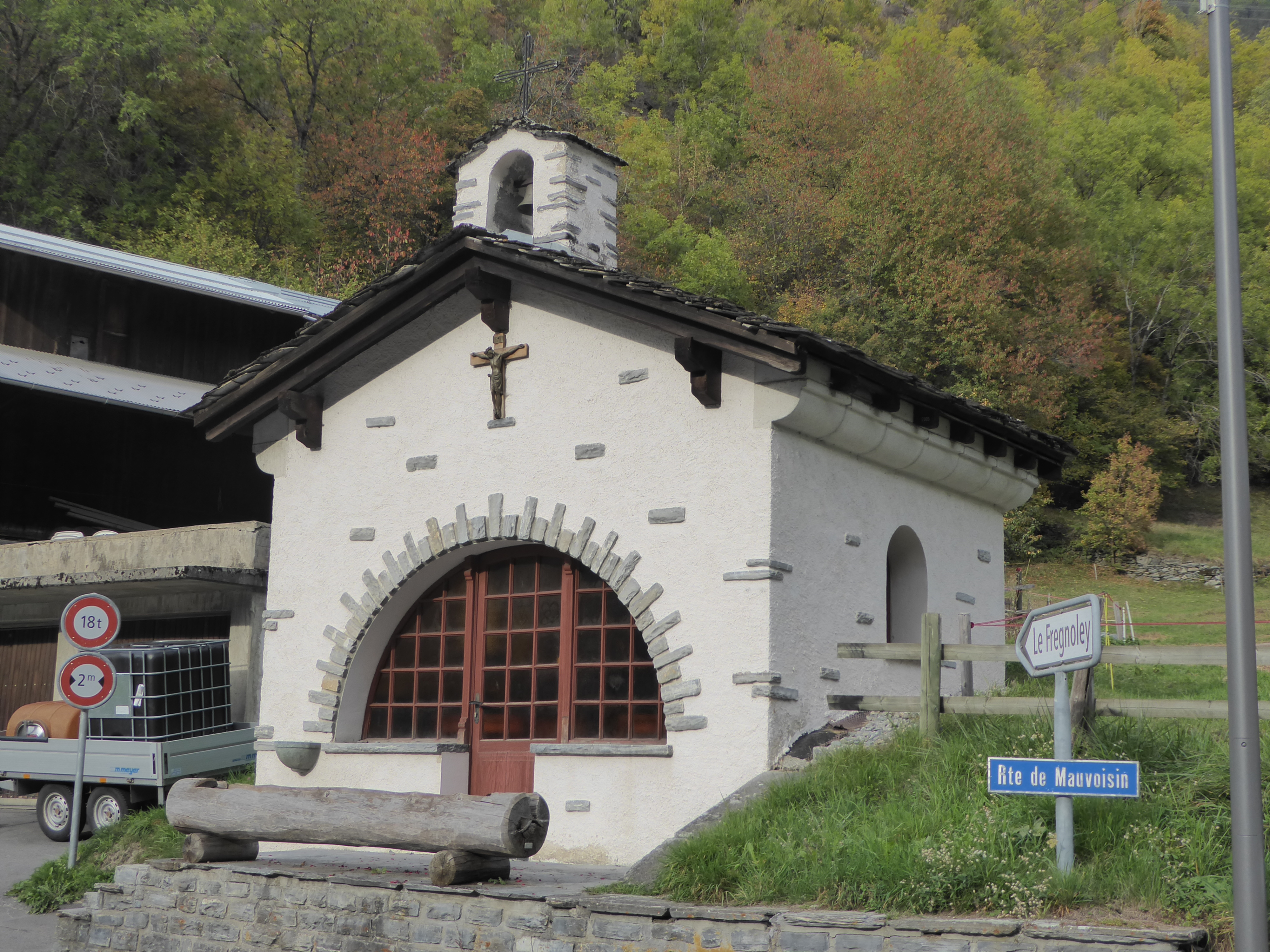
Kapelle Notre-Dame du Bon-Conseil an der Abzweigung nach Le Fregnoley von der Talstrasse